# Классический танец

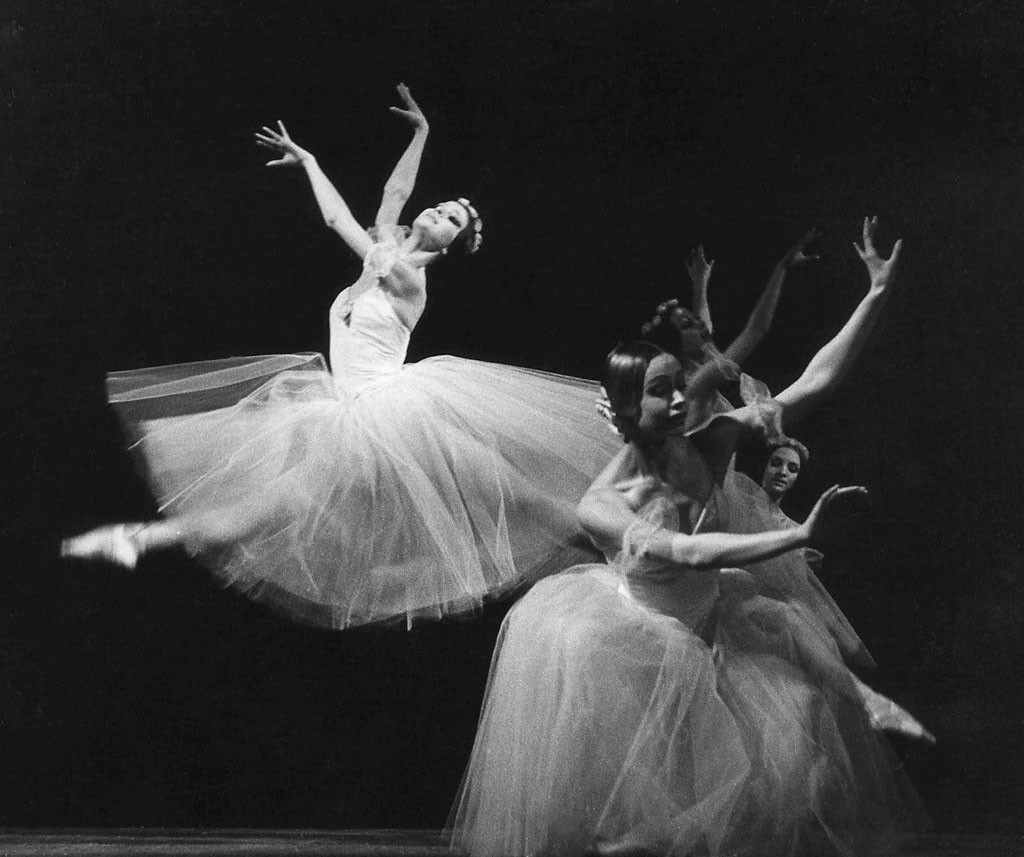
Классический танец

Класси́ческий та́нец — основное выразительное средство балета; система, основанная на тщательной разработке различных групп движений, появившаяся в конце XVI века в Италии и получившая своё дальнейшее развитие во Франции благодаря придворному балету.  
Благодаря соблюдению определённых позиций ног, рук, корпуса и головы и точному следованию принципам выворотности ног, вертикальности тела и изоляции различных его частей, движения классического танца стремятся к геометрической ясности. 
В Россию классический танец пришёл в 1-й половине XVIII века. Благодаря деятельности Жана-Батиста Ланде в Петербурге в 1738 году была открыта первая танцевальная школа в России (впоследствии ставшая Академией русского балета им. А. Я. Вагановой). Русский классический танец синтезировал в себе как французскую, так и итальянскую школы исполнительства. 
Основы классического танца вырабатываются при помощи экзерсиса, из которого состоит танцевальный урок как ученика, так и профессионального артиста балета.
Элементы упражнений, взятые из классического танца, включены в программу обучения художественной и спортивной гимнастике, фигурному катанию, эстрадным танцам, спортивному рок-н-роллу,  акробатике, спортивным бальным танцам.